# Bjørn Hasløv
Bjørn Borgen Hasløv (* 18. května 1941 Kodaň) je bývalý dánský reprezentant ve veslování. Připravoval se v loděnici kodaňského klubu Roforeningen Kvik a jeho trenérem byl Poul Danning. V době aktivní činnosti měřil 182 cm a vážil 82 kg.
V reprezentaci debutoval jako vysokoškolák na mistrovství Evropy ve veslování v roce 1963, kde obsadil s dánskou čtyřkou bez kormidelníka páté místo.  V srpnu roku 1964 se stali Dánové vicemistry Evropy za lodí Západního Německa, které reprezentovala čtyřka z Germannie Düsseldorf. V říjnu téhož roku získala dánská čtyřka bez kormidelníka v Tokiu zlatou olympijskou medaili. Hasløv jel na pozici háčka, vítěznou posádku kromě něj tvořili také John Ørsted Hansen, Erik Petersen a Kurt Helmudt. V olympijském finále Dánové zvítězili v čase 6:59,30 o sekundu a sedmnáct setin před lodí Velké Británie. List Ekstra Bladet zvolil čtyřku bez kormidelníka dánskými sportovci roku 1964.
Hasløv startoval ještě na mistrovství světa ve veslování 1966, kde Dánsko obsadilo šesté místo. Vystudoval Kunstakademiets Arkitektskole a po ukončení sportovní kariéry pracoval jako architekt.